# Isolepis subtilissima
Isolepis subtilissima är en halvgräsart som beskrevs av Johann Otto Boeckeler. Isolepis subtilissima ingår i släktet borstsävssläktet, och familjen halvgräs. Inga underarter finns listade i Catalogue of Life.